# 다원적 내셔널리즘
다원적 내셔널리즘(plurinationalism)은 한 정치체 안에 여러개의 네이션(국민)이나 민족이 하나의 정치체를 이뤄 공존하는 것을 추구하는 사상이다. 남아메리카에서 생겨난 사상으로 다국민 국가나 단순한 다문화주의보다 토착민을 옹호한다.